# Аль-Фатх аль-Бундари
Кавамудди́н Абу́ Ибрахим аль-Фатх ибн Али́ аль-Бундари (араб. الفتح البنداري‎; 1190, Исфахан — 1245, Дамаск) — средневековый историк, писавший на арабском языке.
Сведений о его жизни очень мало. Родился в 1190 году в Исфахане. В 1217 году переехал в Дамаск. Вероятно был вольноотпущенником айюбида аль-Малика аль-Муаззама. Аль-Муаззаму были посвящены книги Зубдат ан-Нусра ва нухбат аль-Усра (1226) и арабский перевод книгу Фирдауси Шахнаме (1227).
Аль-Бундари известен прежде всего книгой Зубдат ан-Нусра ва нухбат аль-Усра, представляющая собой сокращённый и лишённый стилистических украшений вариант книги Имадуддина аль-Исфахани по истории Государства Сельджукидов. Аль-Бундари посвятил свой труд аль-Муаззаму в году.
Аналогичным образом аль-Бундари обработал книгу о жизни Саладина (аль-Барк аш-Шам), также принадлежавшую аль-Исфахани. Он также написал продолжение к Истории Багдада (Тарих Багдад) аль-Хатиба аль-Багдади.